# Schinderhannes bartelsi
Schinderhannes bartelsi és un artròpode extingit pertanyent a la família Hurdiidae conegut a partir d'un espècimen de les pissarres de Hunsrück (Alemanya) del Devonià inferior. El seu descobriment va ser sorprenent, perquè, amb anterioritat, els anomalocarídids només s'havien conegut de fòssils del Cambrià, 100 milions d'anys abans.
Els anomalocarídids, com Anomalocaris, guarden relació amb els artròpodes, encara que són molt diferents de qualsevol organisme actual. Tenien un exoesquelet segmentat amb lòbuls laterals utilitzats per nedar, grans ulls compostos i un parell de grans arpes que s'assemblen a la cua d'una gamba.